# Ladies Empire Club

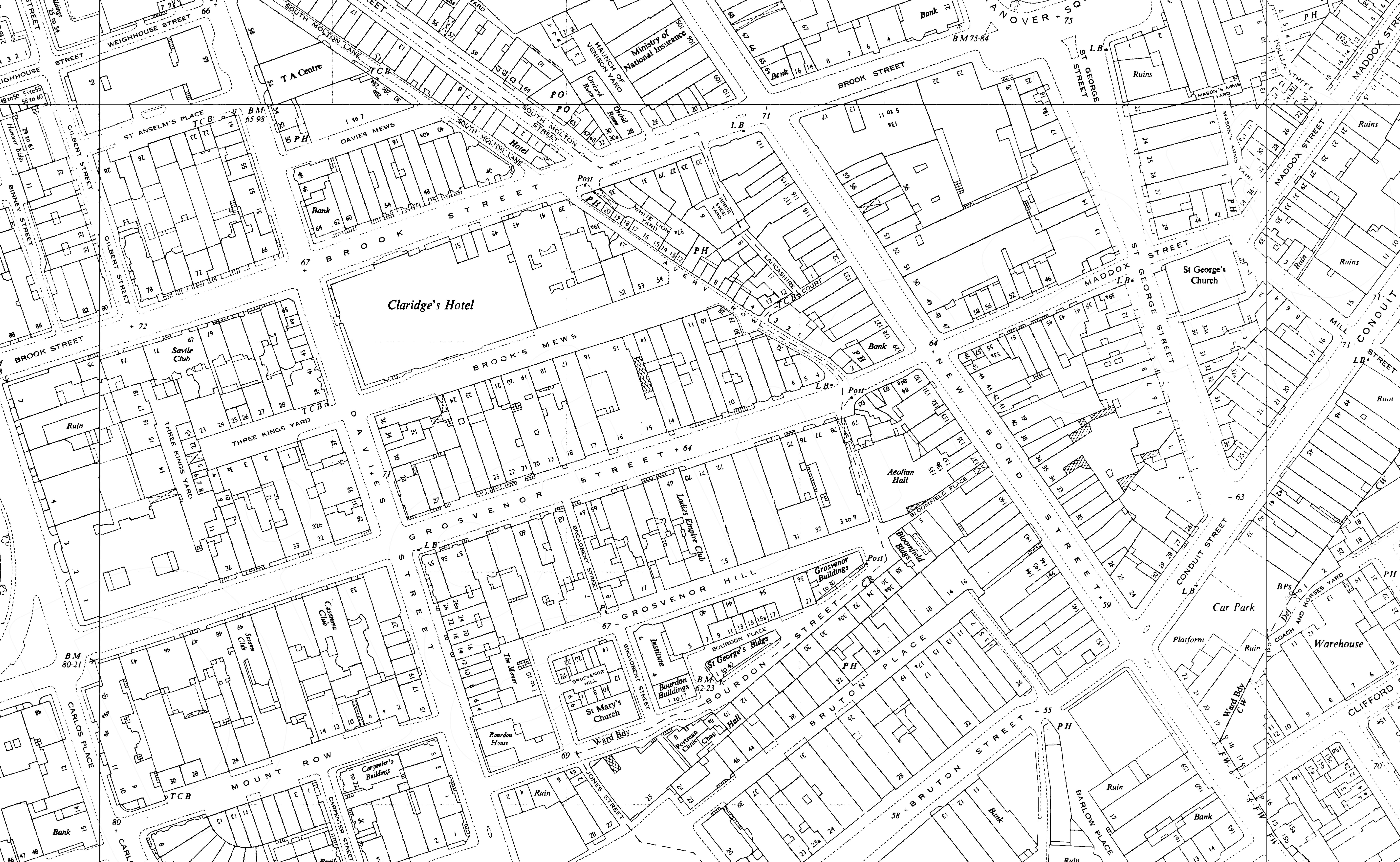
Le Ladies Empire Club (au centre) sur une carte de l'Ordnance Survey de 1952.

Le Ladies Empire Club est un club privé réservé aux femmes. Il est situé au 69 Grosvenor Street, à l'extrémité est du côté sud, dans le quartier de Mayfair à Londres au Royaume-Uni.

## Fondation
Le club est fondé par des membres de la Victoria League dans le but de renforcer le travail de la ligue visant à offrir l'hospitalité à ses membres britanniques et coloniaux en visite, ainsi qu'aux épouses et aux groupes de politiciens coloniaux en visite. Il est ouvert en 1902 par le secrétaire colonial  Joseph Chamberlain et en 1906, il compte 700 membres du Royaume-Uni et 350 des colonies britanniques. Le club est indépendant mais la Victoria League conserve le droit de nommer un tiers du comité central du club.

## Activités et adhésion
Pour être éligible à l'adhésion, deux références sont nécessaires, l'une pour proposer et adresser une demande au secrétaire avec une note d'introduction, l'autre pour appuyer la proposition. Une cotisation d'adhésion et une cotisation annuelle sont nécessaires dès réception de l'élection. Parmi les membres en 1913, on trouve Mme Stephen Spring-Rice de la London Society for Women's Suffrage et sa collègue suffragiste Lady Marie Willoughby de Broke.
Le club offre des installations spacieuses et accueillantes pour la lecture et jouer aux cartes. Il dispose de salles de fumée et les chambres sont "confortables et attrayantes". Il est particulièrement populaire auprès des femmes canadiennes venues soutenir les droits des femmes.
En décembre 1957, une annonce paraît dans The Times indiquant que le club sera accueilli au Ladies Carlton Club à partir du 1er janvier 1958.

## Lectures complémentaires
- Lally Bernard, « The Ladies Empire Club of London », The Canadian Magazine, Vol. 23, n° 4 (juillet 1904), p. 195-199.